# Gaston Vogel

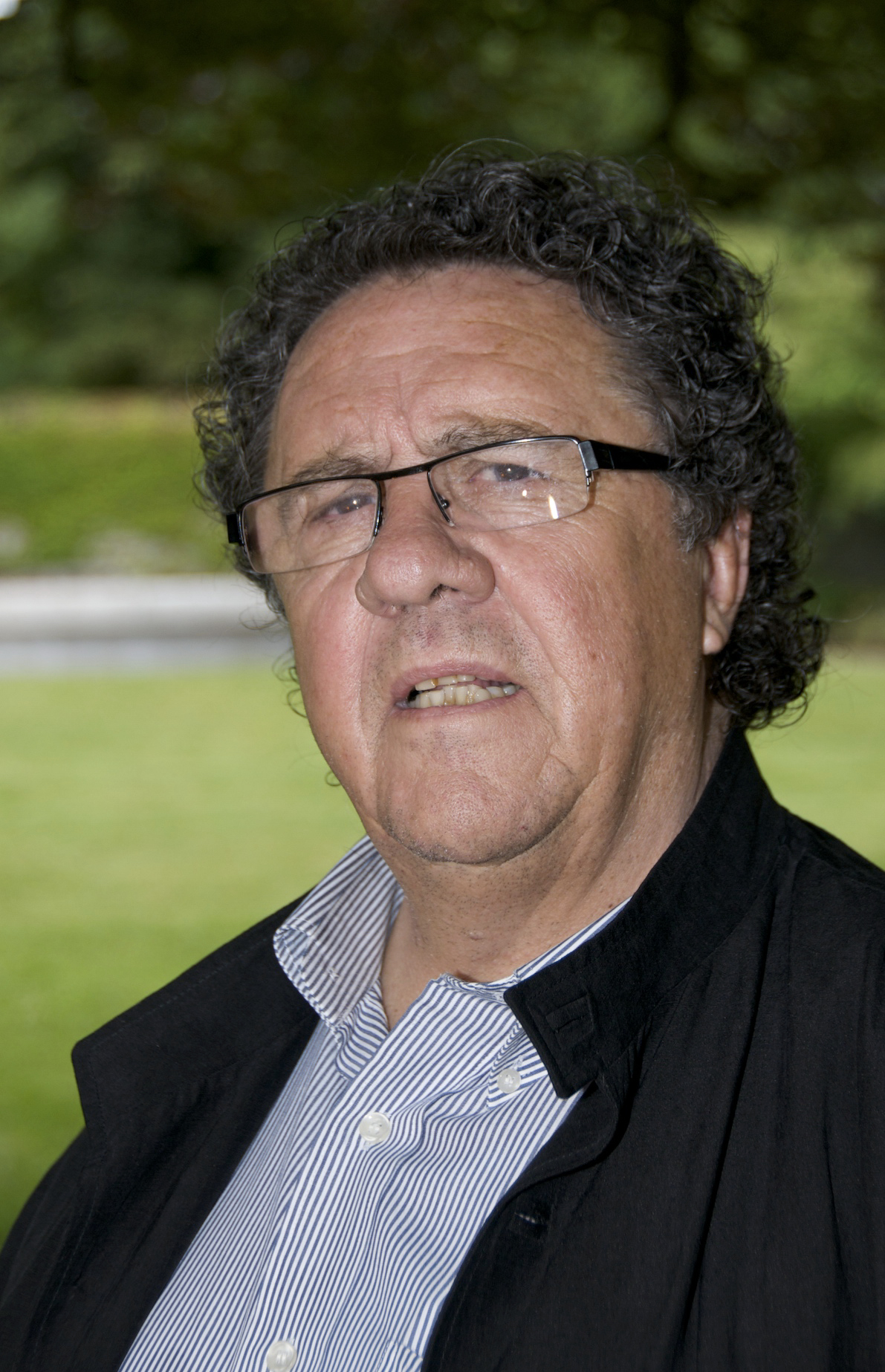
Gaston Vogel (2008)

Gaston Vogel (* 9. Oktober 1937 in Walferdingen; † 2. November 2024 in Luxemburg) war ein luxemburgischer Anwalt und Autor.

## Leben
Als Autor war Gaston Vogel wegen seiner kritischen Essays bekannt, die in Zeitschriften, über Radio und in Büchern publiziert wurden.
Er war ferner bekannt für seine kritischen Äußerungen und Stellungnahmen zu politischen Themen (z. B. in der Bombenlegeraffäre und des Europäischen Referendums vom 10. Juli 2005).
Vogel starb am 2. November 2024 in einem hauptstädtischen Krankenhaus im Alter von 87 Jahren.

## Schriften
- Pour Jésus, le parent pauvre du christianisme, à l'occasion de son prochain deux millième anniversaire. 1989.
- Le Bouddhisme, ni dieu ni âme. 1997.
- La vie des saints. 1999.
- Le pâturage. L'an deux mille. Contribution à l'histoire du christianisme. 1999.
- Pour Nietzsche, à l'occasion du 100ième anniversaire de sa mort. 2000.
- Le nouveau droit de la presse au Grand-Duché de Luxembourg. 2004.
- Dans la tourmente judiciaire de 1962 à ce jour. 2010.
- Au pays du Jade.  Souvenirs d'un voyage en Asie profonde suivis d'un florilège d'objets de prestige 2010, Edition Apophis. Fotoband.
- L'essence précieuse dans l'oeuvre de Marcel Proust  2011, Editions Impera.
- Droit de la construction, 2018, Promoculture-Larcier.
- Le droit de la presse au Luxembourg : textes et commentaires, 2020, Larcier.
- L'expropriation pour cause d'utilité publique au Luxembourg : textes et commentaires, 2021, Larcier.
- Encyclopédie judiciaire de droit luxembourgeois, 2021, Larcier.